# Aristodémos (úmrtí 479 př. n. l.)
Aristodémos (řecky: Ἀριστόδημος, † 479 př. n. l.) byl spartský válečník, jeden z tří set mužů poslaných do bitvy u Thermopyl.

## Thermopyly
Aristodémos byl jedním z pouhých dvou spartských přeživších bitvy u Thermopyl. Spolu se svým druhem Eurytem byl Aristodémos postižen oční chorobou (byli „ὀφθαλμιῶντες“, jak napsal Hérodotos), takže jim král Leónidás nařídil, aby se před bitvou vrátili domů, ale Eurytos se vrátil zpět, ačkoli byl slepý, a v boji zemřel.
Řecký historik Hérodotos věřil, že kdyby se Aristodémos i Eurytos vrátili živí, nebo kdyby byl Aristodémos nemocný sám a omluven jako jediný z boje, Sparťané by mu nepřipisovali žádnou vinu. Protože se však Eurytus vrátil a zemřel v boji, byl Aristodémos považován za zbabělce a vystaven ponížení a hanbě ze strany svých krajanů; slovy Hérodota, „nikdo mu nedal oheň, ani s ním nepromluvil; byl nazýván Aristodémem Zbabělcem.“
Dalším přeživším ze tří set byl muž jménem Pantités, kterého Leónidás poslal na velvyslanectví do Thesálie. Nedokázal se vrátit do Thermopyl včas na bitvu, a když byl kvůli tomu Sparťany zostuzován, oběsil se.

## Plataje
V bitvě u Platají bojoval Aristodémos s takovou zuřivostí, že v očích Sparťanů získal zpět svou čest. Ačkoli už nebyl očerňován, neudělili mu žádné zvláštní vyznamenání za jeho udatnost, protože bojoval se sebevražednou bezohledností; Sparťané považovali za udatnější ty, kteří bojovali, ale přáli si ještě žít. Aristodémos vyrazil z falangy a bojoval, podle názoru Hérodota, jako nejstatečnější ze všech Sparťanů. V této bitvě zahynul.

## V populární kultuře
Aristodémos je hlavní postavou populárního historického románu Caroline Snedekerové The Coward of Thermopylae (Zbabělec z Thermopyl; 1911), přejmenovaného v roce 1912 na The Spartan (Sparťan).
Postava lehce založená na Aristodémovi jménem Dilios se objevuje v grafickém románu Franka Millera 300 z roku 1998, který převypravuje události bitvy u Thermopyl. Ve stejnojmenné filmové adaptaci z roku 2006 ztvárnil Diliose David Wenham. Na rozdíl od Aristodéma není Dilios kvůli infekci odvelen domů, i když v boji přijde o oko.
Postava se také objevuje v pokračování 300: Vzestup říše, kde následuje královnu Gorgó do bitvy a bojuje po boku ní a Themistokla. Všichni tři přežijí události filmu.